# Abraliopsis morisii
Abraliopsis morisii is een inktvissensoort uit de familie van de Enoploteuthidae. De wetenschappelijke naam van de soort is voor het eerst geldig gepubliceerd in 1839 door Vérany.

## Leefwijze
Het dier vangt zijn prooi door middel van haken aan het uiteinde van zijn beide langste tentakels.

## Verspreiding en leefgebied
Deze soort komt alleen voor in de diepe wateren voor Californië.